# Macrogalea scaevolae
Macrogalea scaevolae är en biart som beskrevs av Brooks och Gregory B. Pauly 2001. Macrogalea scaevolae ingår i släktet Macrogalea och familjen långtungebin. Inga underarter finns listade i Catalogue of Life.